# Primeira fase da Copa Libertadores da América de 2012
A primeira fase da Copa Libertadores da América de 2012 foi disputada entre 24 de janeiro e 2 de fevereiro. Os seis vencedores de cada chave se juntam as outras 26 equipes da segunda fase, disputada no sistema de grupos.
Nessa fase, as equipes se enfrentaram em jogos eliminatórios de ida e volta, classificando-se a que somasse mais pontos. Em caso de igualdade em pontos, a regra do gol marcado como visitante entraria em consideração. Persistindo o empate, a vaga seria definida nas disputas por pênaltis.

## Resultados
| Chave | Equipe 1           | Total | Equipe 2       | Ida | Volta | Classificação |
| ----- | ------------------ | ----- | -------------- | --- | ----- | ------------- |
| G1    | Arsenal de Sarandí | 4–1   | Sport Huancayo | 3–0 | 1–1   | Grupo 4       |
| G2    | Real Potosí        | 2–3   | Flamengo       | 2–1 | 0–2   | Grupo 2       |
| G3    | Peñarol            | 5–1   | Caracas        | 4–0 | 1–1   | Grupo 8       |
| G4    | El Nacional        | 2–4   | Libertad       | 1–0 | 1–4   | Grupo 5       |
| G5    | Internacional      | 3–2   | Once Caldas    | 1–0 | 2–2   | Grupo 1       |
| G6    | Unión Española     | 3–2   | Tigres UANL    | 1–0 | 2–2   | Grupo 3       |

### Chave G1
Todas as partidas estão no horário local
| 24 de janeiro | Arsenal de Sarandí                   | 3 – 0     | Sport Huancayo | Estádio Julio Humberto Grondona, Buenos Aires |
| 20:15 (UTC-3) | Córdoba 21' · Zelaya 35' · Mosca 87' | Relatório |                | Árbitro: BRA Paulo de Oliveira                |

| 31 de janeiro | Sport Huancayo | 1 – 1     | Arsenal de Sarandí | Estádio Huancayo, Huancayo  |
| 20:30 (UTC-5) | Ibarra 44'     | Relatório | Leguizamón 85'     | Árbitro: URU Martín Vázquez |

### Chave G2
| 25 de janeiro | Real Potosí                | 2 – 1     | Flamengo         | Estádio Víctor Agustín Ugarte, Potosí |
| 20:00 (UTC-4) | Centurión 30' · Britez 57' | Relatório | Luiz Antônio 28' | Árbitro: URU Líber Prudente           |

| 1 de fevereiro | Flamengo                         | 2 – 0     | Real Potosí | Estádio Engenhão, Rio de Janeiro           |
| 22:00 (UTC-2)  | Léo Moura 39' · Ronaldinho 90+2' | Relatório |             | Público: 32 004 Árbitro: PER Víctor Rivera |

### Chave G3
| 26 de janeiro | Peñarol                                                      | 4 – 0     | Caracas | Estádio Centenario, Montevidéu |
| 20:45 (UTC-2) | Freitas 35' · Zalayeta 38' · João Pedro 63' · Estoyanoff 70' | Relatório |         | Árbitro: ARG Federico Beligoy  |

| 2 de fevereiro   | Caracas    | 1 – 1     | Peñarol        | Estádio Olímpico da UCV, Caracas |
| 19:00 (UTC-4:30) | Peraza 77' | Relatório | Estoyanoff 27' | Árbitro: BRA Sandro Ricci        |

### Chave G4
| 24 de janeiro | El Nacional        | 1 – 0     | Libertad | Estádio Olímpico Atahualpa, Quito |
| 20:30 (UTC-5) | J. L. Anangonó 43' | Relatório |          | Árbitro: PER Víctor Rivera        |

| 31 de janeiro | Libertad                                               | 4 – 1     | El Nacional | Estádio Dr. Nicolás Leoz, Assunção |
| 20:00 (UTC-3) | Velázquez 1' · Núñez 29' · Gamarra 34' · Civelli 90+3' | Relatório | Minda 12'   | Árbitro: ARG Sergio Pezzotta       |

### Chave G5
| 25 de janeiro | Internacional      | 1 – 0     | Once Caldas | Estádio Beira-Rio, Porto Alegre             |
| 22:00 (UTC-2) | Leandro Damião 11' | Relatório |             | Público: 33 058 Árbitro: URU Martín Vázquez |

| 1 de fevereiro | Once Caldas                   | 2 – 2     | Internacional                      | Estádio Palogrande, Manizales                 |
| 19:00 (UTC-5)  | Núñez 2' (pen) · González 24' | Relatório | D'Alessandro 11' (pen) · Tinga 21' | Público: 18 250 Árbitro: MEX Francisco Chacón |

### Chave G6
| 25 de janeiro | Unión Española | 1 – 0     | Tigres UANL | Estádio Santa Laura, Santiago |
| 18:50 (UTC-3) | Barriga 58'    | Relatório |             | Árbitro: ECU Alfredo Intriago |

| 2 de fevereiro | Tigres UANL     | 2 – 2     | Unión Española          | Estádio Universitario, San Nicolás de los Garza |
| 20:00 (UTC-6)  | Pulido 14', 22' | Relatório | Herrera 38' · Jaime 68' | Árbitro: ARG Saúl Laverni                       |